# Concord (Massachusetts)
Concord je město v Middlesex County, v americkém státě Massachusetts. Žije zde asi 17 tisíc obyvatel.
Concord zaujímá významné místo v amerických dějinách i literatuře.

## Historie
V roce 1775 se ve městě a jeho blízkosti odehrála bitva o Lexington a Concord.